# Provincia L'Aquila
L'Aquila este o provincie în regiunea Abruzzo din Italia.